# Horath (Sprockhövel, Wuppertal)
Horath ist ein Ort, der zum Teil zu Sprockhövel im Ennepe-Ruhr-Kreis und zum anderen Teil zur kreisfreien Großstadt Wuppertal, beide Nordrhein-Westfalen, gehört.

## Lage und Beschreibung
Horath liegt am südwestlichen Rand des Sprockhöveler Stadtgebiets im Ortsteil Gennebreck und im Norden des Wohnquartiers Hatzfeld des Wuppertaler Stadtbezirks Barmen.
Der Ort ist im unmittelbaren Nahbereich von Waldgebieten und Agrarflächen umgeben. Nach Norden fällt das Gelände zum Oberlauf des Deilbachs und zum Naturschutzgebiet Deilbachtal ab, während im Süden nach wenigen hundert Metern dichtbesiedelte städtische Wohn- und Gewerbegebiete Wuppertals beginnen. Im Westen liegt der Wuppertaler Stadtteil Dönberg. Im Südwesten liegt das Naturschutzgebiet Hohenhager Bachtal und Umgebung.
Weitere Nachbarorte sind Königssiepen, Lohbusch, Prinzberg, Horather Schanze, Im Hagen, Dickten, Tente, Sauerholz und Flanhard auf Wuppertaler Gebiet, sowie Im Wiesental, Kuhstoß, Stoppelbruch und Kottenengel auf Sprockhöveler Stadtgebiet. Im Ort kreuzt die Landesstraße L433 (Zum alten Zollhaus, Horather Schanze) die Landesstraße L70 (Herzkamper Str., Elberfelder Str.).
Seit 1929 verläuft die Stadtgrenze zwischen beiden Städten durch den Ort, der zuvor vollständig der Landgemeinde Gennebreck angehörte.

## Geschichte
Horath wurde im Jahr 1150 erstmals als de Horothe urkundlich erwähnt und gehörte im Mittelalter zum Besitz der Abtei Werden und war Teil der Villikation des Oberhof Einern. Der Ortsname setzt sich aus dem Appellativ -rath (= Rodung) und der as. mnd. Determinans hôh (= hoch) zusammen und bedeutet hochgelegene Rodung.
1704 besaß der Ort drei bis vier Hofgüter. Belegt ist der Beginn der Barmer Landwehrlinie beim Ort.
Horath gehörte bis 1807 der Gennebrecker Bauerschaft innerhalb des Hochgerichts und der Rezeptur Schwelm des Amts Wetter in der Grafschaft Mark an. Von 1807 bis 1814 war Kleiner Siepen aufgrund der napoleonischen Kommunalreformen im Großherzogtum Berg Teil der Landgemeinde Gennebreck innerhalb der neu gegründeten Mairie Hasslinghausen im Arrondissement Hagen, die nach dem Zusammenbruch der napoleonischen Administration nun der Bürgermeisterei Haßlinghausen (ab 1844 Amt Haßlinghausen) im Landkreis Hagen (ab 1897 Kreis Schwelm, ab 1929 Ennepe-Ruhr-Kreis) angehörte.
Auf der Topographia Ducatus Montani des Erich Philipp Ploennies aus dem Jahre 1715 sind zwei Höfe in Horath verzeichnet. Der Ort ist auf der Topographischen Aufnahme der Rheinlande von 1824 und auf der Preußischen Uraufnahme von 1843 als Horath beschriftet, ebenfalls auf dem Wuppertaler Stadtplan von 1930. Auch ab der Preußischen Neuaufnahme von 1892 ist der Ort auf Messtischblättern der TK25 als Horath verzeichnet. 
1818 und 1822 lebten 66 Menschen im als Bauernhof und Schule kategorisierten Ort. Laut der Ortschafts- und Entfernungs-Tabelle des Regierungs-Bezirks Arnsberg von 1839 besaß der Ort eine Schule, 28 Wohnhäuser und sechs landwirtschaftliche Gebäude. Zu dieser Zeit lebten 166 Einwohner im Ort, davon zwei katholischer und 164 evangelischer Konfession.
Die Gemeinde- und Gutbezirksstatistik der Provinz Westfalen führt 1871 Horath als Colonie mit 37 Wohnhäusern und 417 Einwohnern auf, wobei vermutlich aufgrund der im Vergleich zu späteren Registern hohen Zahl an Gebäuden und Einwohnern benachbarte Wohnplätze mit hinzugezählt wurden. Das Gemeindelexikon für die Provinz Westfalen gibt 1885 für Horath eine Zahl von 154 Einwohnern an, die in 17 Wohnhäusern lebten. 1895 besitzt der Ort 22 Wohnhäuser mit 150 Einwohnern, 1905 zählt 17 Wohnhäuser und 202 Einwohner.
Am Ort verlief ein Kohlenweg von Sprockhövel nach Elberfeld vorbei, auf dem im ausgehenden 18. Jahrhundert und in der ersten Hälfte des 19. Jahrhunderts Steinkohle von den Zechen im südlichen Ruhrgebiet zu den Fabriken im Wuppertal transportiert wurde, das in dieser Zeit das industrielle Herz der Region war. Von dem Kohlenweg ist zwischen Horath und Am Hagen ein Hohlweg im Gelände erhalten, der Franzosenweg genannt wird und dessen Einschnitt als Naturdenkmal unter Schutz steht.
Mit der Kommunalreform von 1929 wurde der südliche Teil von Gennebreck abgespalten und in die neu gegründete Stadt Wuppertal eingemeindet. Dabei wurde der südwestliche Teil von Horath Wuppertal zugeschlagen, während der nordöstliche Teil bei Gennebreck verblieb. Am 1. Januar 1970 wurde das Amt Haßlinghausen aufgelöst und die amtsangehörige Landgemeinde Gennebreck mit dem verbliebenen Horath in die Stadt Sprockhövel eingemeindet.

## Baudenkmäler
Im Wuppertaler Teil ist die Hofanlage Herzkamper Str. 111 seit dem 4. Februar 1985 denkmalgeschützt. Das Denkmal umfasst die gesamte Hofanlage, bestehend aus einem zweigeschossigen Wohnhaus aus dem 18. Jahrhundert mit Satteldach, straßenseitiger Verschieferung und verbrettertem westlichem Giebel, einem im 19. Jahrhundert angefügten rückwärtigem Stallanbau aus Backsteinmauerwerk, einer ehemaligen Schmiede und einem dahinter gelegenen Scheunengebäude. Nach ungesicherten Aussagen soll das Anwesen eine ehemalige Zoll- und Poststation gewesen sein.
In Sprockhöveler Teil steht der Hof Koether (Elberfelder Straße 252) unter Baudenkmalschutz.

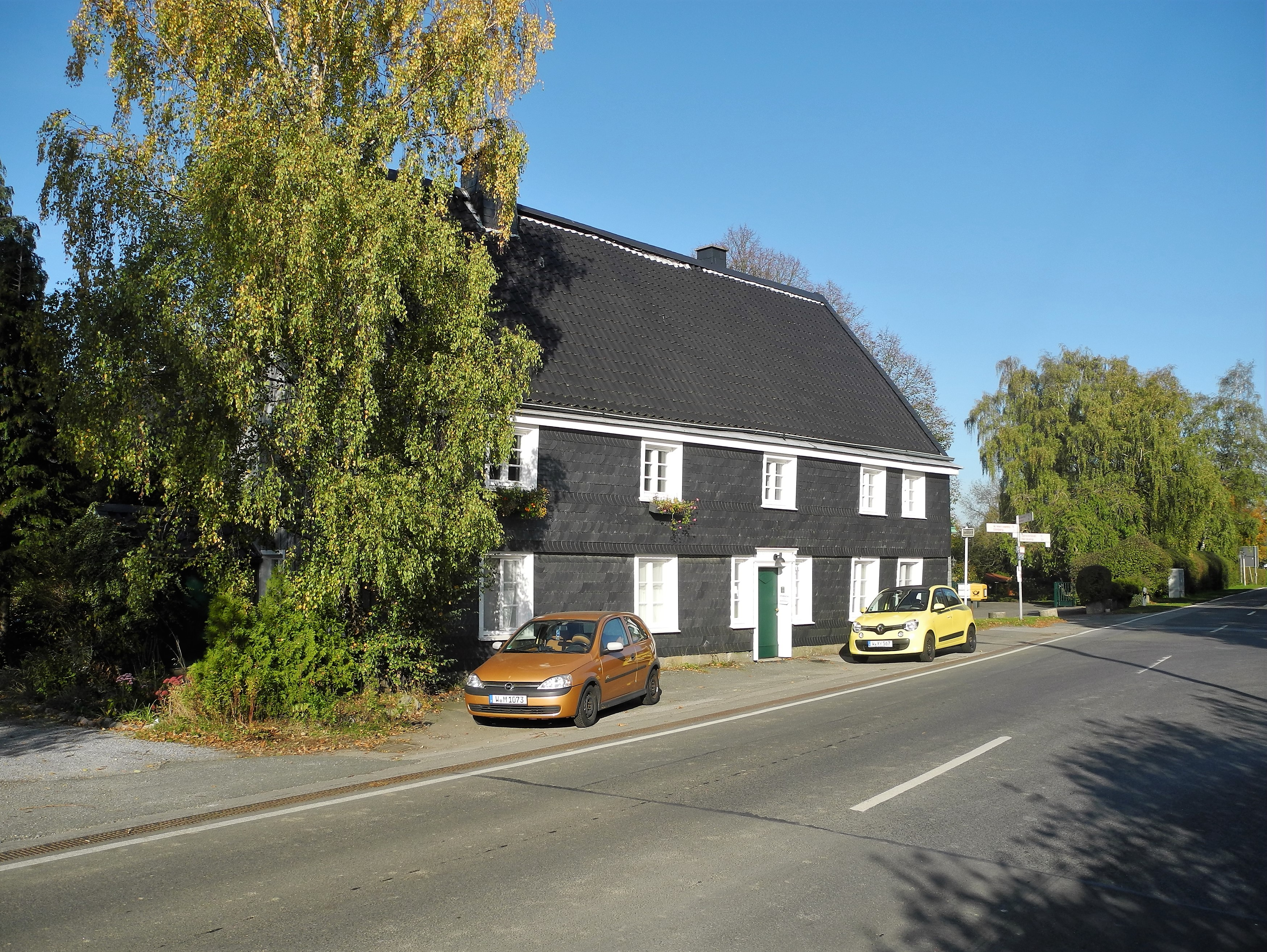
Wohnhaus der Hofanlage Herzkamper Str. 111
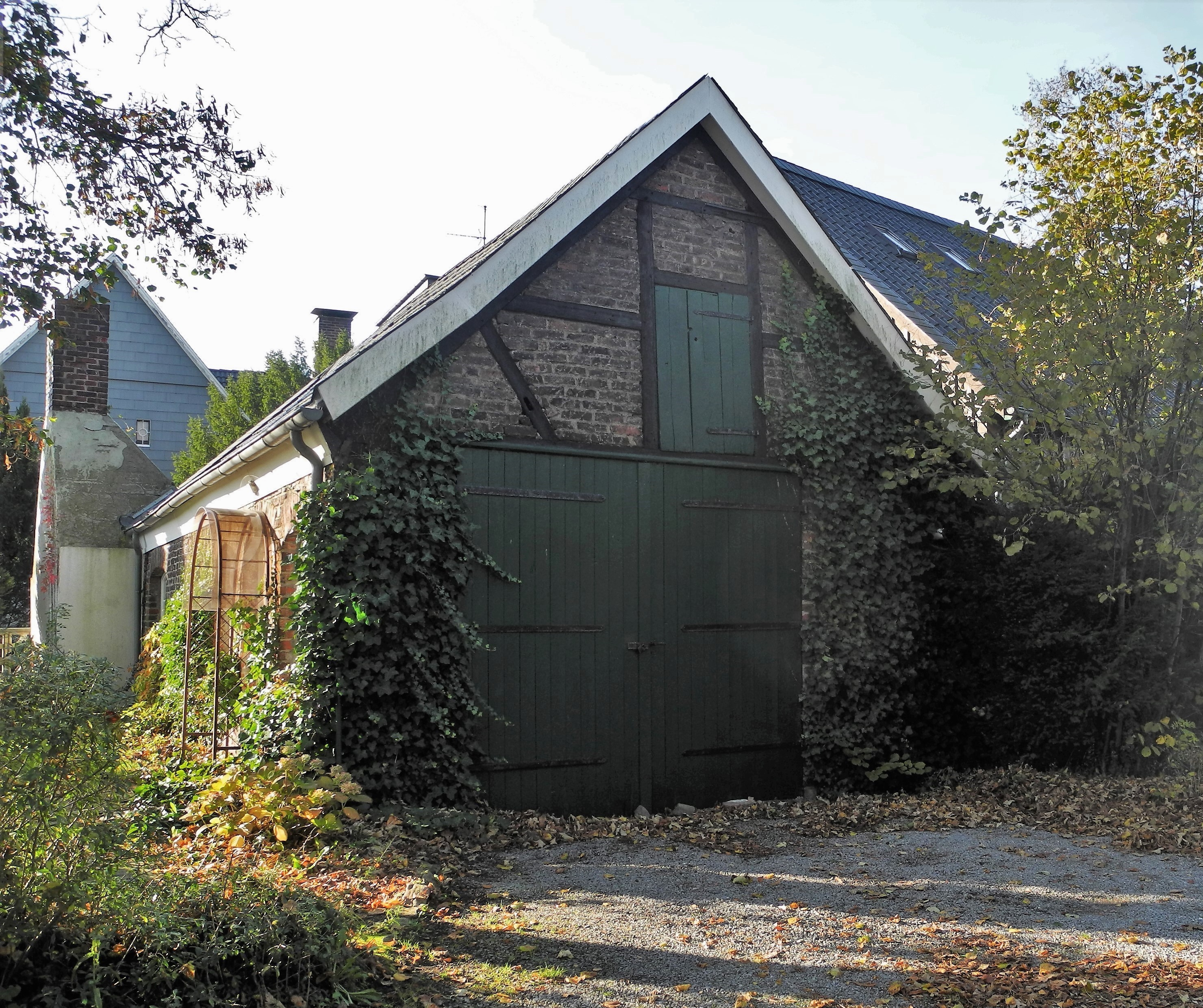
Schmiede der Hofanlage Herzkamper Str. 111
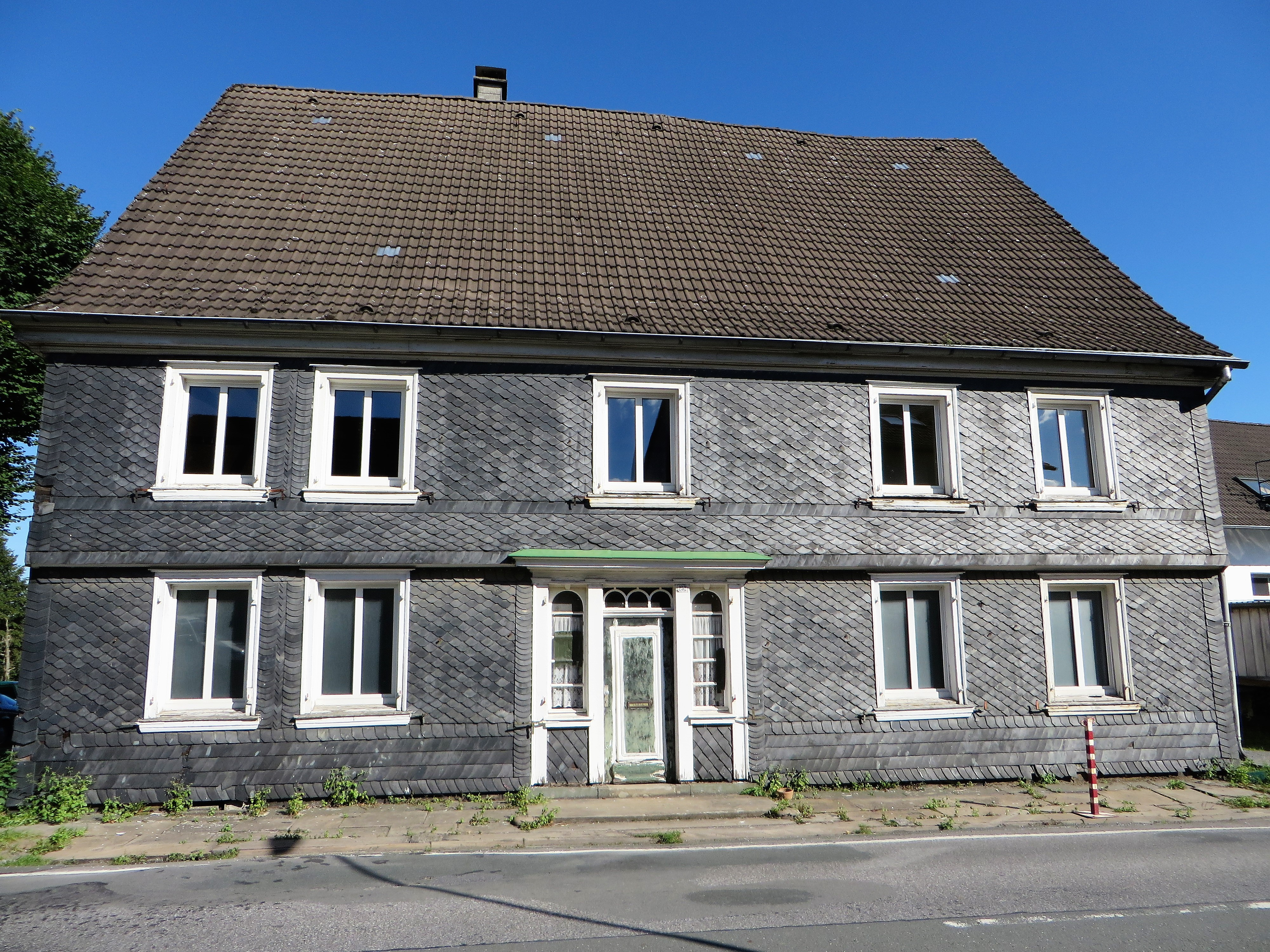
Hof Koether
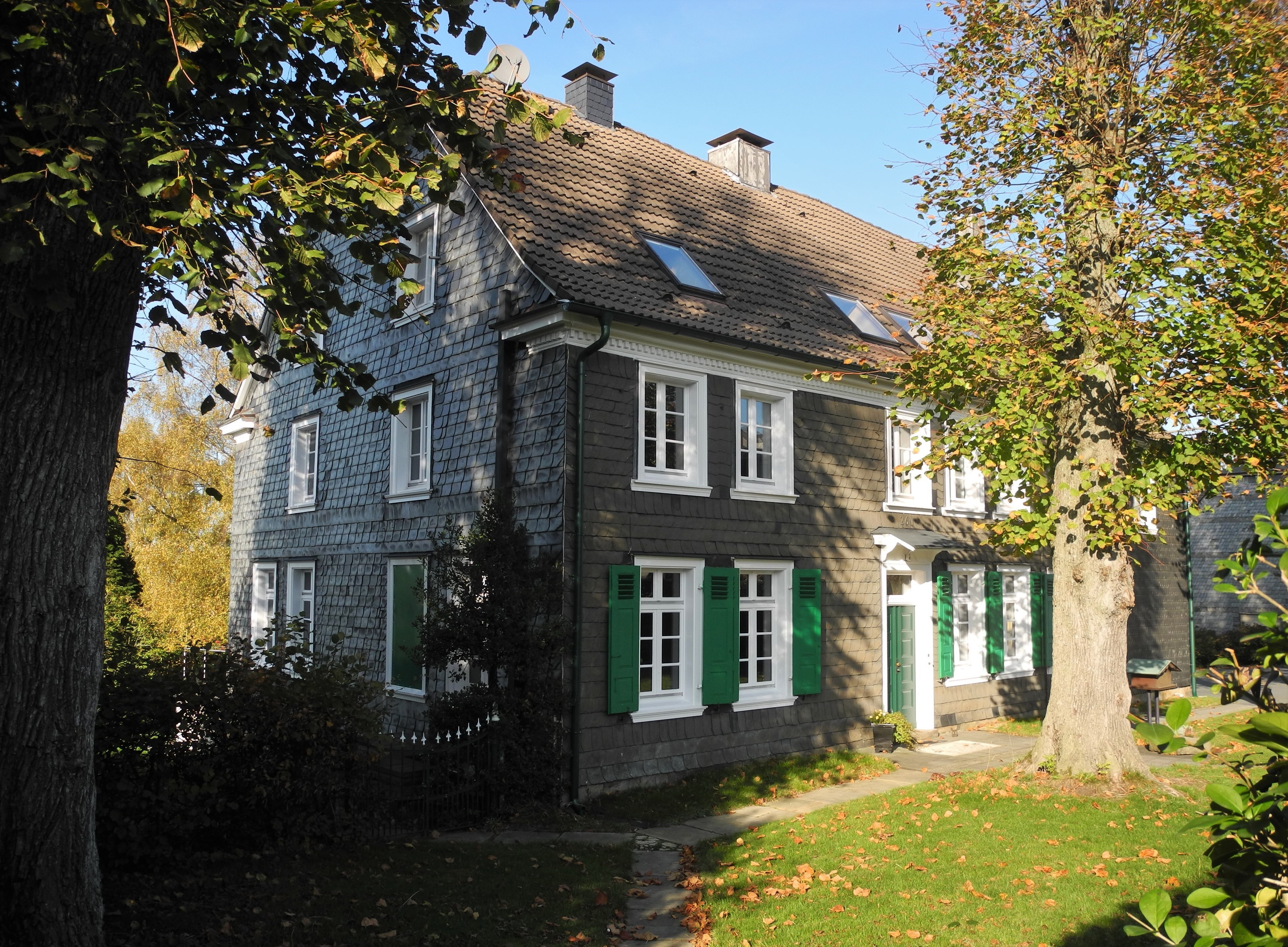
Elberfelder Str. 260